# Ljiljance
Ljiljance (cyr. Љиљанце) – wieś w Serbii, w okręgu pczyńskim, w gminie Bujanovac. W 2002 roku liczyła 535 mieszkańców.